# Pytteklocka
Pytteklocka (Campanula erinus) är en klockväxtart som beskrevs av Carl von Linné. Enligt Catalogue of Life ingår Pytteklocka i släktet blåklockor och familjen klockväxter, men enligt Dyntaxa är tillhörigheten istället släktet blåklockor och familjen klockväxter. Arten har ej påträffats i Sverige. Inga underarter finns listade i Catalogue of Life.

## Bildgalleri

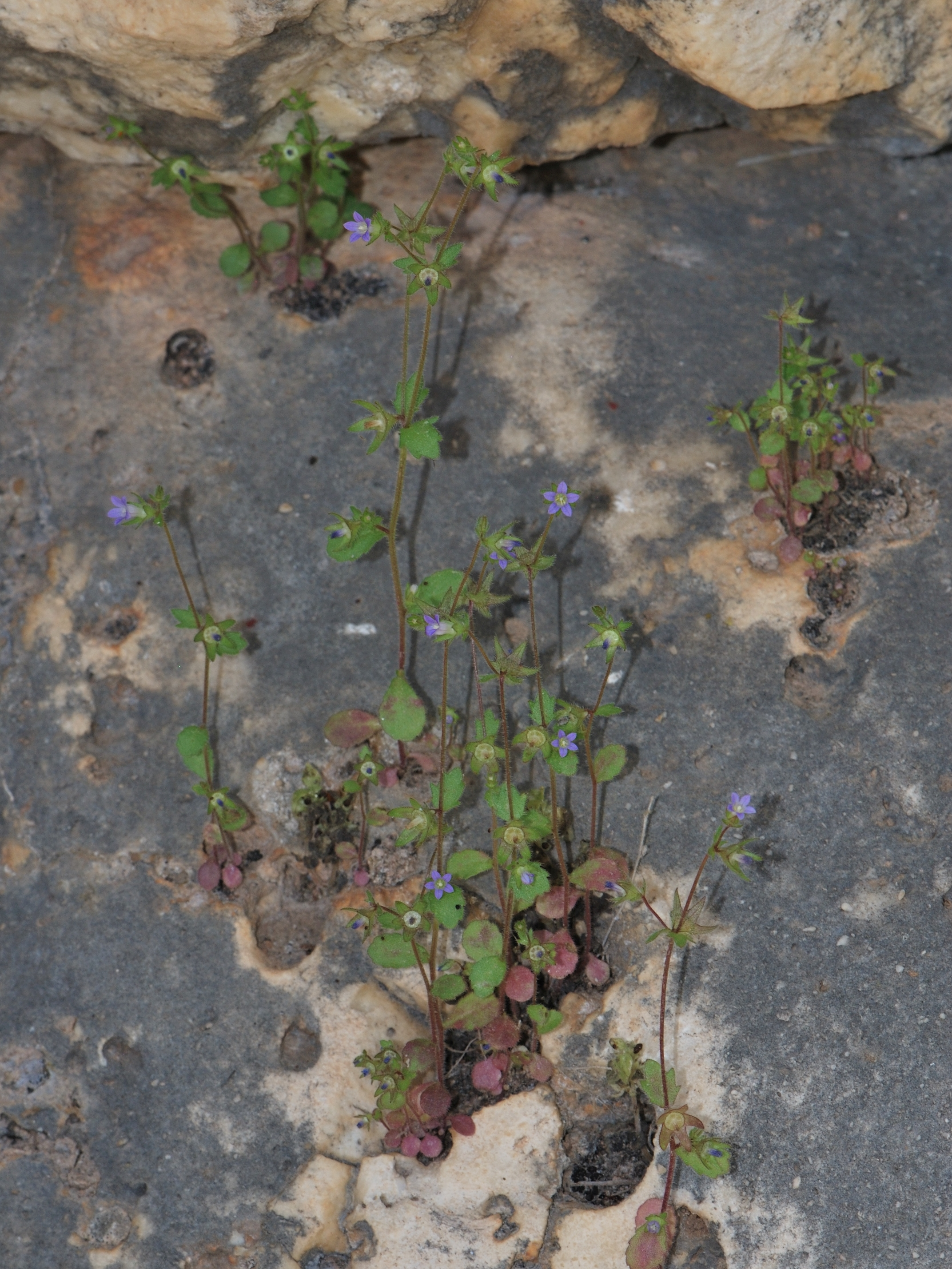
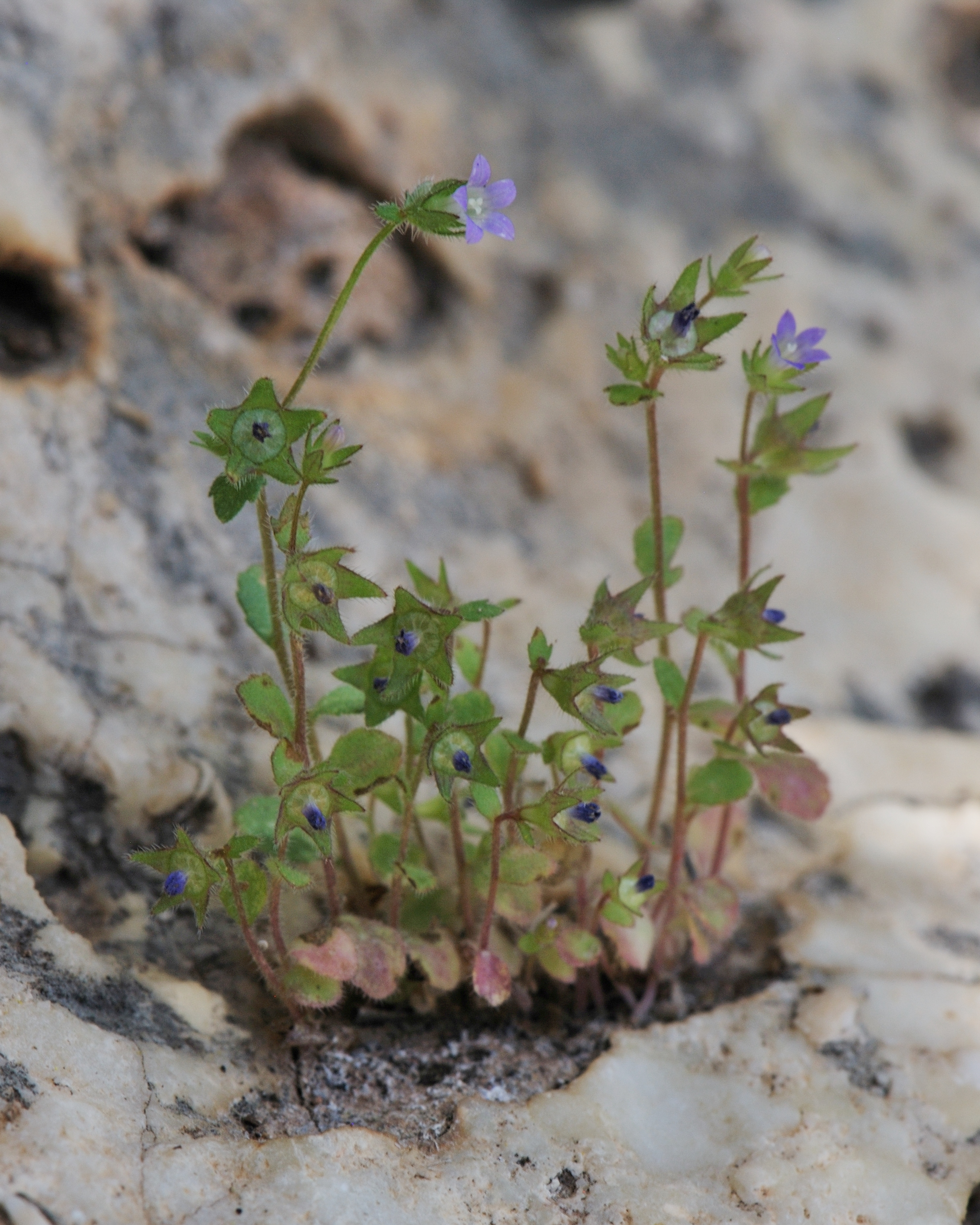
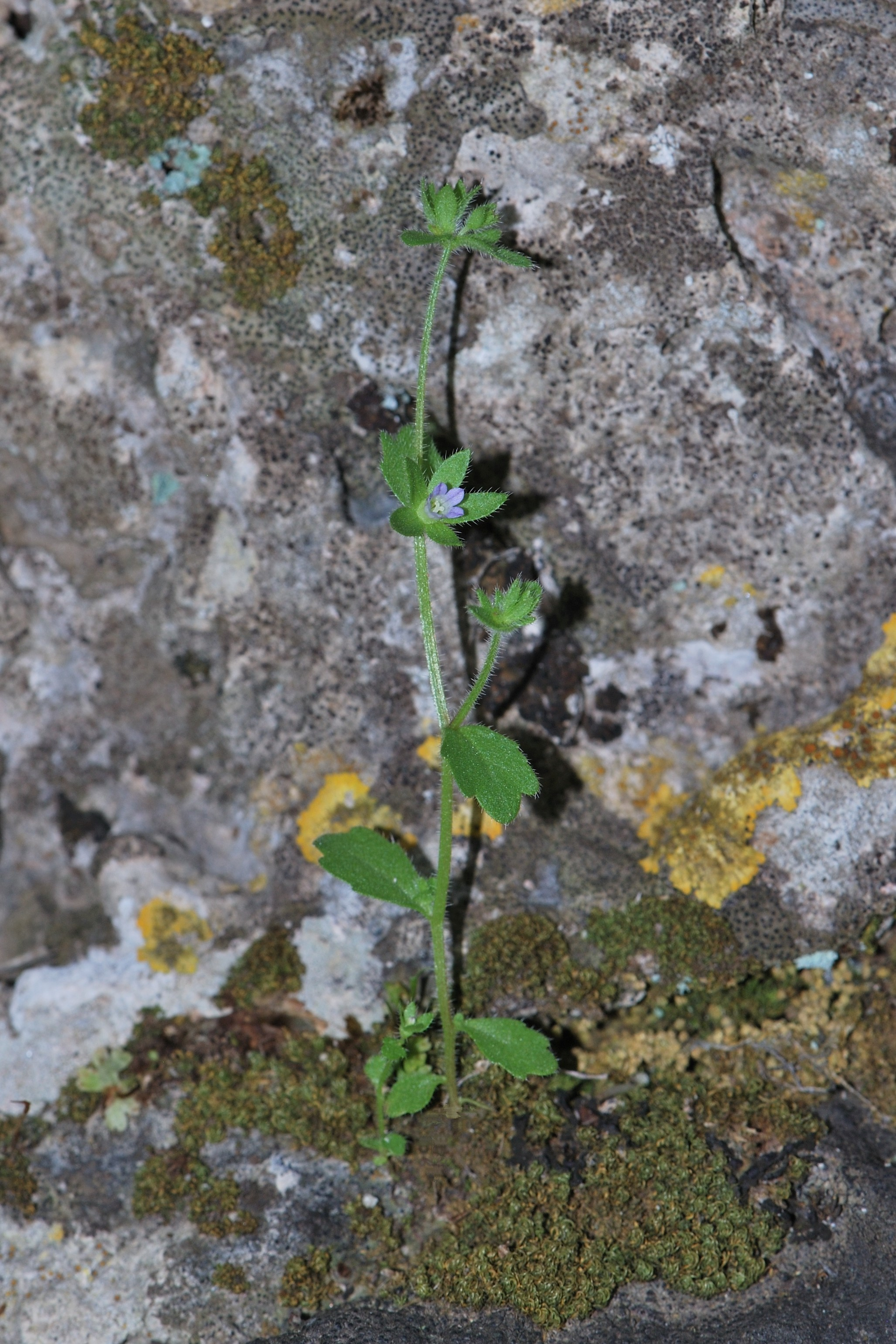
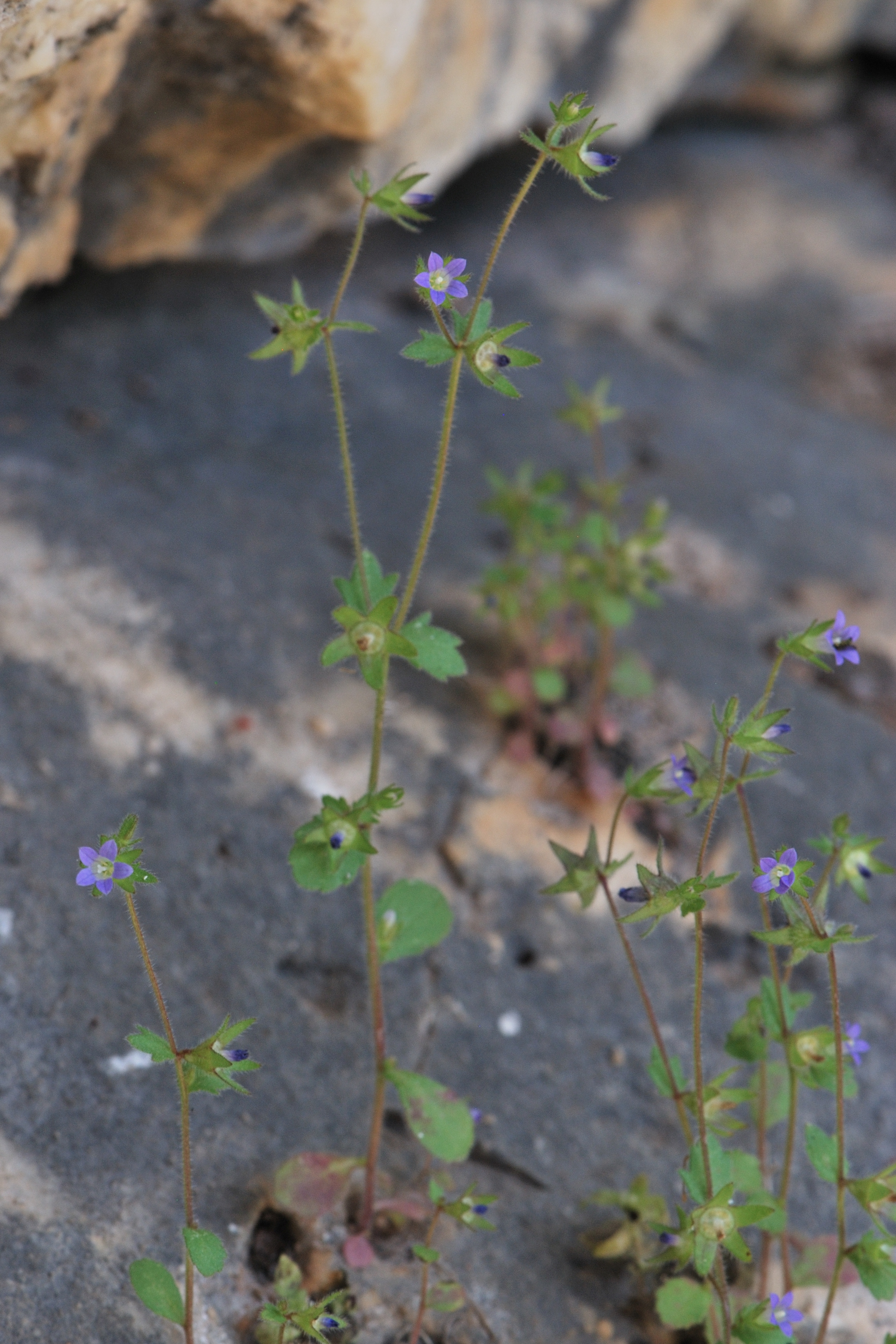
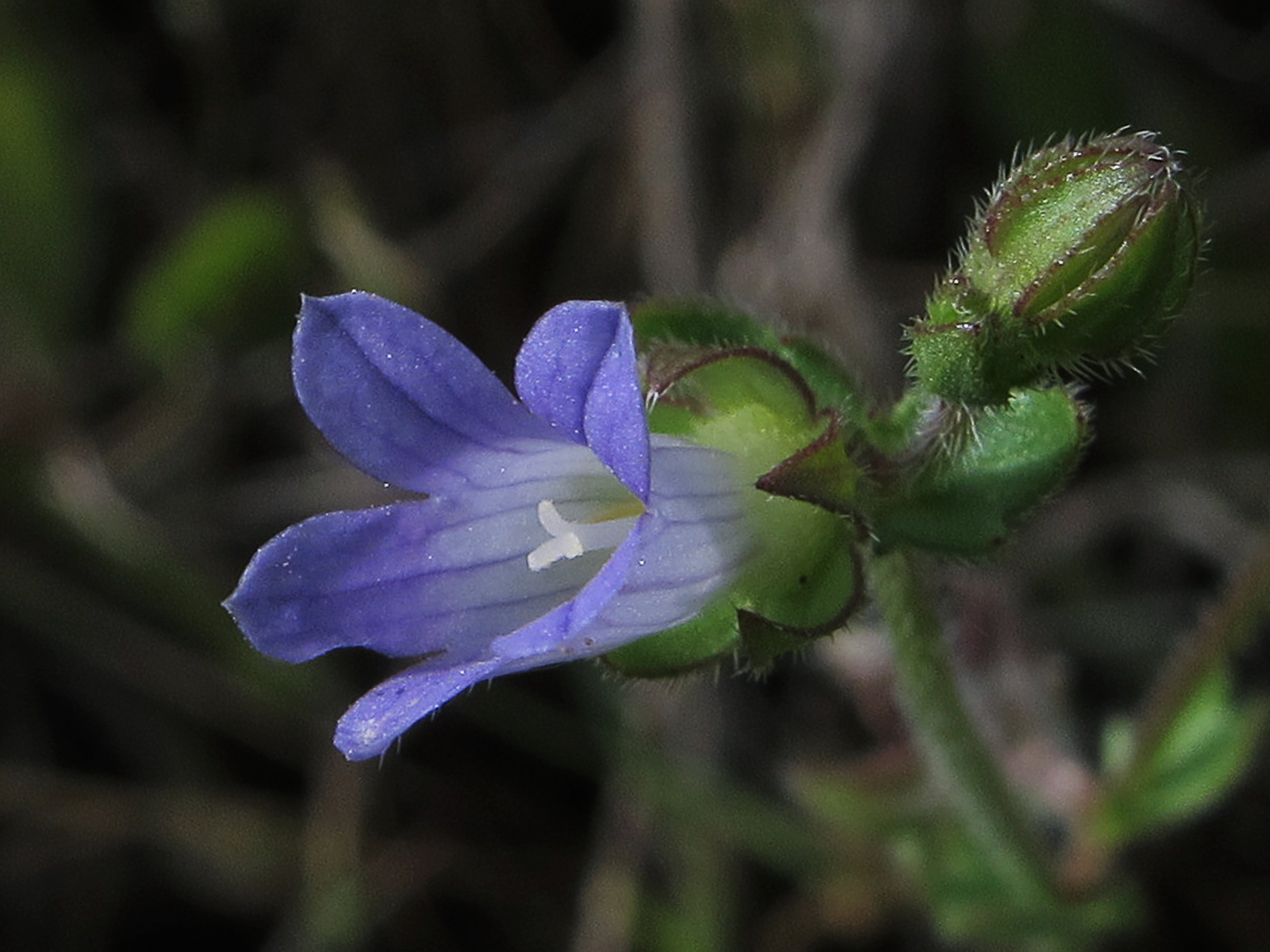